# Vincent Cadieux
Vincent Cadieux OMI (* 16. Februar 1940 in Alfred, Kanada) ist ein kanadischer Ordensgeistlicher und emeritierter römisch-katholischer Bischof von Moosonee und Hearst.

## Leben
Von 1954 bis 1960 besuchte Vincent Cadieux die Schule der Oblaten der Makellosen Jungfrau Maria (OMI) in Ottawa, trat 1960 in das Noviziat dieser Ordensgemeinschaft ein und studierte Philosophie an der Universität Ottawa und anschließend Katholische Theologie an der Saint Paul University in Ottawa. Er empfing am 17. Dezember 1966 die Priesterweihe. In den Bistümern Amos, Rouyn-Noranda und Timmins war er von 1967 bis 1991 in der Mission tätig.
Papst Johannes Paul II. ernannte ihn am 26. November 1991 zum Bischof von Moosonee. Die Bischofsweihe spendete ihm der Altbischof von Moosonee, Jules Leguerrier OMI, am 29. März des nächsten Jahres; Mitkonsekratoren waren Peter Alfred Sutton OMI, Erzbischof von Keewatin-Le Pas, und Gérard Drainville, Bischof von Amos.
Papst Benedikt XVI. ernannte ihn am 13. Juli 2007 zum Apostolischen Administrator von Hearst. Am 25. Juli 2007 wurde er zum Bischof von Hearst ernannt und am 28. September desselben Jahres in das Amt eingeführt.
Am 2. Februar 2016 nahm Papst Franziskus seinen altersbedingten Rücktritt an.